# Gentiana riparia
Gentiana riparia är en gentianaväxtart som beskrevs av Grigorij Silych Karelin och Kir.. Gentiana riparia ingår i släktet gentianor, och familjen gentianaväxter. Inga underarter finns listade i Catalogue of Life.